# RIM-116 Rolling Airframe Missile
RIM-116 Rolling Airframe Missile (RAM) — зенітна ракета класу земля — повітря спільної розробки Raytheon та RAMSYS. Призначена для забезпечення кораблів ефективною, недорогою, легкою системою самозахисту, здатною вражати протикорабельні крилаті ракети. RAM є спільним проектом Сполучених Штатів та Німеччини і є частиною автономного, самонавідного (вистрілив-забув) корабельного зенітного ракетного комплексу безпосереднього захисту корабля.

## Варіанти
З метою скорочення витрат при створенні RAM використовувалися деякі наявні компоненти, у тому числі ракетний двигун Chaparral МІМ-72, боєголовка AIM-9 Sidewinder та інфрачервона ГСН FIM-92 Stinger. Ракета може бути запущена з пускової установки на 21 або 11 ракет.

### Блок 0

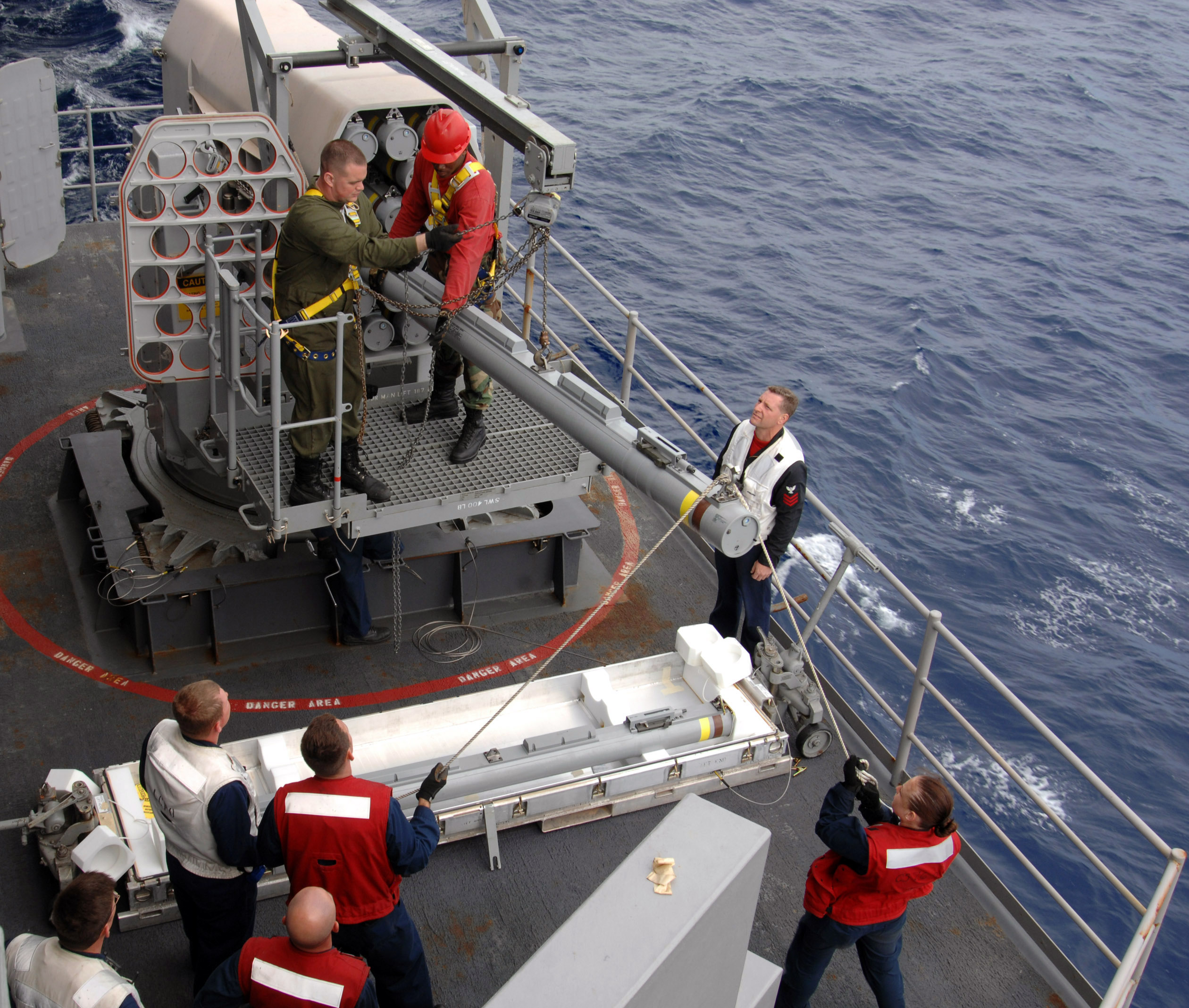
Моряки завантажують ракету RIM-116 RAM в пускову установку на палубі авіаносця класу Німіц USS Harry S. Truman (CVN-75).

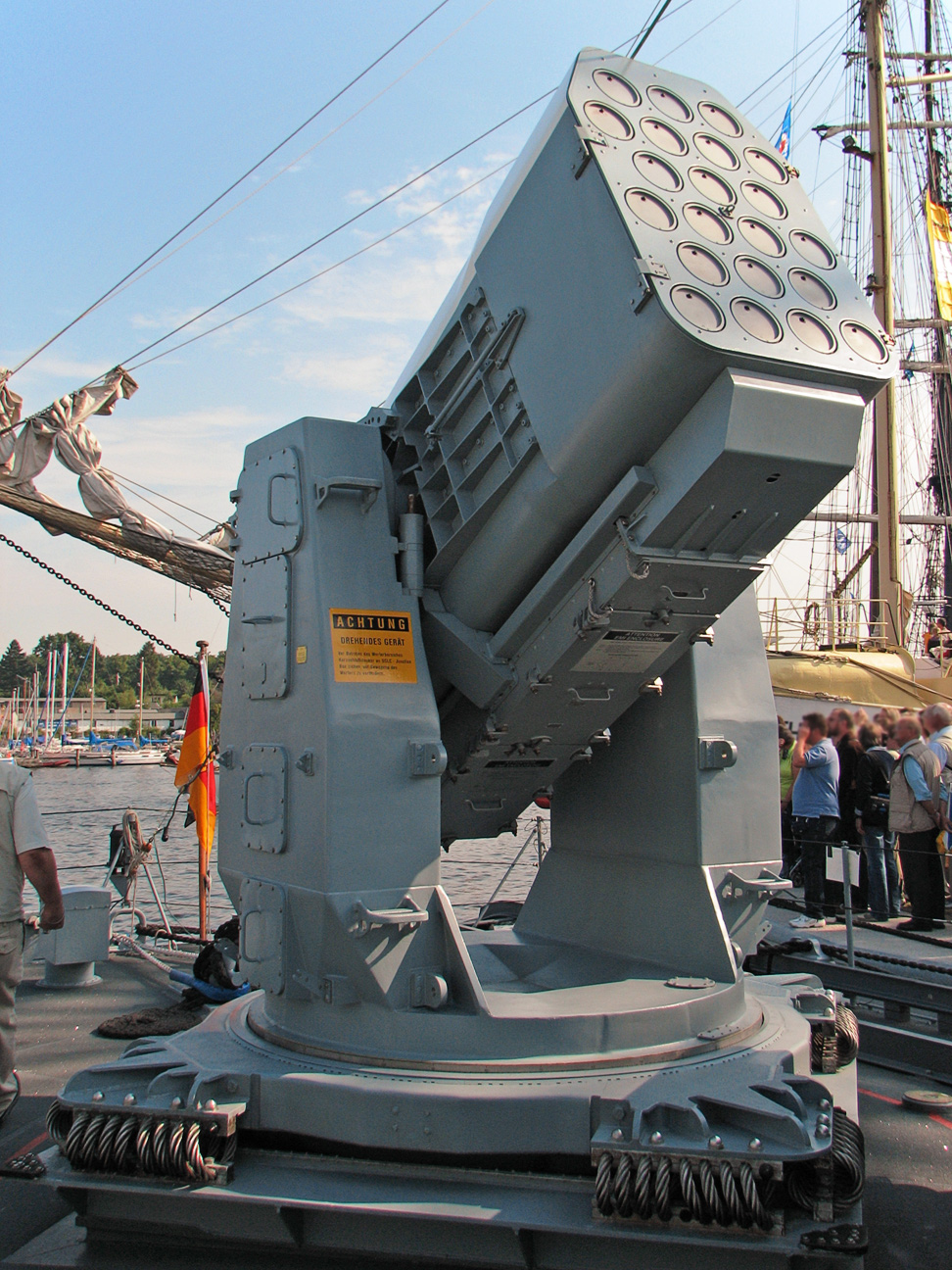
Пускова установка RIM-116 RAM на палубі ракетного катеру S78 Ozelot (типу «Гепард») Німецьких ВМС.

Ракета RAM Блок 0 (RIM-116A в класифікації армії США) має корпус, що обертається в польоті, діаметром 12.7 см (нестабілізованим по крену) і забезпечена дворежимною пасивною радіочастотною/інфрачервоною (RF/IR) головкою самонаведення. Початкове захоплення цілі ракета здійснює в радіочастотному режимі, наводиться на РЛС атакуючої ракети, після чого захоплення цілі відбувається в інфрачервоному режимі.
Експлуатаційна оцінка RAM Блок 0 проводилася з січня по квітень 1990 року. Перевірялася потенційна оперативна ефективність в усіх кліматичних і тактичних умовах і можливі недоліки і способи їхнього усунення. На підставі аналізу недоліків, що проявилися в процесі експлуатаційної оцінки, у квітні 1993 року було прийнято рішення провести модернізацію ракети до рівня RAM Блок 1.

### Блок 1
Для підвищення ефективності відносно широкого спектра існуючих загроз, модернізація RAM Блок 1 включала в себе нову інфрачервону ГСН, яка працює протягом руху по всій траєкторії ракети. Це сприяло поліпшенню здатності перехоплення крилатих ракет з новими пасивними і активними ГСН. Таким чином, ракета RAM Блок 1 зберегла всі можливості ракети Блок 0, при цьому отримала два нових режими наведення: тільки інфрачервоний і подвійний режим, включаючи інфрачервоний (Dual Mode Enable, IRDM). У режимі ІЧ ГСН наводиться по тепловій сигнатурі крилатої ракети. У режимі IRDM ракета наводиться на ІЧ сигнатуру крилатої ракети при цьому зберігає можливість використання радіочастотного наведення у випадку, коли РЛС атакуючої ракети дозволяє це зробити. Ракета RAM Блок 1 може бути запущена в режимі, коли інфрачервона ГСН працює протягом руху по всій траєкторії ракети, а також у подвійному режимі (пасивні навідні на РЛС ПКР, а потім пасивний ІЧ), що використовується на RAM Блок 0.
Програма модернізації RAM Блок 1 була успішно завершена в серпні 1999 року серією експлуатаційних випробувань з метою демонстрації готовності до прийняття на озброєння. У 10 різних сценаріях реальні протикорабельні ракети і надзвукові ракетні цілі Вандал (що розвивають швидкість до Мах 2.5) були вдало перехоплені і знищені в реальних умовах. Система RAM Блок 1 з першого пострілу вразила всі цілі, в тому числі й такі, що летіли на гранично малій висоті над поверхнею моря, пікіруючі і високоманеврені цілі при одиночних і групових атаках.
На цих стрільбах RAM продемонструвала свої унікальні можливості з перехоплення найскладніших сучасних загроз. На сьогоднішній день у цілому було випущено понад 180 ракет по протикорабельних ракетах та інших цілях, досягнувши при цьому успіху в понад 95 % випадків.
RAM надійшла у виробництво в 1989 році і на даний час вона розгорнута на більш ніж 80-и кораблях американського і 30 кораблях німецького флотів. Південна Корея встановила їх на своїх есмінцях KDX-II і KDX-III, десантних кораблях класу LPX Dokdo. До ракети також виявили інтерес або вже придбали її Греція, Єгипет, Японія, Туреччина і ОАЕ.
На підставі результатів дослідної експлуатації, що проводилася на борту десантного корабля USS Gunston Hall (LSD-44) в січні 1999 року, і завдяки випробуванням, проведеним в період з березня по серпень 1999 року, RAM Блок 1 була визнана ефективною проти різних крилатих ракет і рекомендована до прийняття на озброєння флоту. RAM Блок 1 зумів успішно перехопити 23 із 24-х атакуючих ракет. Серійне виробництво було схвалене в січні 2000 року.

### Режим HAS
У листопаді 1998 року Сполучені Штати і Німеччина внесли поправки до програми RAM Блок 1, відповідно до яких позначалися обсяги робіт та фінансування на розробку версії проти вертольотів, літаків, надводних суден (англ. Helicopter, Aircraft, Surface; HAS). Для здійснення цих завдань була потрібна тільки зміна програмного забезпечення ракети RAM Блок 1. Модернізація до рівня RAM Блок 1A включала додаткові можливості по обробці сигналу для перехоплення вертольотів, літаків і надводних суден.
Перші американські бойові стрільби RAM пройшли в жовтні 1995 року на десантному кораблі USS Peleliu (LHA-5). 21 березня 2002 року USS Kitty Hawk (CV-63) став першим авіаносцем у ВМС США, на якому виконали стрільби з використанням RAM.
Система RAM на деяких кораблях інтегрована з бойовою системою AN/SWY-2 і як система самооборони (Суднові системи самооборони, SSD) на інших кораблях типу ЛСД-41. AN/SWY-2 складається з системи озброєння і бойової системи управління. Бойова система управлінні використовує існуючий радар системи виявлення цілей Мк 23 і допоміжний датчик радіоелектронної боротьби AN/SLQ-32 (V) разом з програмним забезпеченням для проведення оцінки загроз та виділення засобів ураження на Mk 23. RAM разом із SSDS є частиною системи оборони корабля.

### SeaRAM
Для оборони кораблів у ближній зоні ППО від масованих атак крилатих ракет, що летять на низькій висоті, розроблена система SeaRAM. Вона об'єднує в собі елементи системи ближнього бою «Вулкан-Фаланкс» (Phalanx CIWS) і керовані ракети RAM. Такий підхід розширює зону дії системи зброї ближнього бою і дозволяє кораблю ефективно діяти по кільком цілям одночасно. Для цього на модифікованому лафеті швидкострільного 20-мм ЗАК «Вулкан-Фаланкс» встановлюється пускова установка з 11-ма контейнерами ракет RAM Блок 1.
В результаті SeaRAM поєднує в собі високу точність, велику дальністю перехоплення і високу маневреність RAM разом із високою роздільною здатністю системи пошуку-стеження, швидким і надійним реагуванням Phalanx Блок 1В. 1 лютого 2001 року SeaRAM був розміщений для проведення випробувань на борту есмінця королівського флоту HMS York.

### Блок 2
8 травня 2007 року ВМС США і Raytheon підписали контракт на $ 105 мільйонів на розробку блоку RAM 2. У травні 2013 року компанія Raytheon повідомила про проведення вдалих бойових стрільб ракети RAM Блок 2, в ході яких ракети вразили дві високошвидкісні, маневруючі, дозвукові мішені, успішно підтвердивши закладені характеристики.
«Успіх випробувань RAM Блок 2 йде за серією успішних випробувань системи наведення, — сказав РІк Нельсон (Rick Nelson), віцепрезидент Raytheon по морських ракетних комплексах і системам оборони, — RAM Блок 2 збільшує кінематичні можливості ракети, що поряд з її передовою системою наведення, буде і надалі надавати флоту значну перевагу в бою».
Raytheon і її німецький партнер RAMSYS отримали замовлення на виробництво 61 ракет RAM Блок 2 в грудні 2012 року. На початку 2013 року компанія отримала замовлення на виробництво RAM Блок 2 для німецького флоту на суму в $ 155 600 000. США мають намір придбати 2093 ракети RAM Блок 2.
Модернізація RAM Блок 2 включає в себе чотиривісний незалежний силовий привід поверхонь управління і потужніший маршовий двигун, що збільшують ефективну дальність перехоплення ракети приблизно вдвічі і її маневреність майже в три рази. Модернізовано також пасивна радіочастотна головка самонаведення, цифровий автопілот і окремі компоненти інфрачервоної ГСН.
У березні 2013 року німецький уряд підписав контракт на $ 343 600 000 з Raytheon і RAMSYS GmbH на виробництво 445 ракет RIM-116 Блок 2. Поставки повинні завершитися до січня 2019 року.

## Тактико-технічні характеристики
Загальні характеристики Системи RAM (RIM-116A Mod 0,1.)
- Класифікація: ракета класу земля — повітря.

Призначена для боротьби проти протикорабельних крилатих ракет, надводних кораблів, вертольотів, безпілотних літальних апаратів і літаків усіх типів.
- Виробник: General Dynamics (нині Raytheon)/Diehl BGT Defence
- Діаметр ракети, см: 12.7
- Довжина ракети, м: 2,82
- Розмах крил, см: 44,5
- Швидкість ракети: понад 2 Мах
- Радіус дії: близько 10 км
- Голівка самонаведення: дворежимна.
- Вага боєголовки, кг: 11,3 кг
- Загальна вага ракети, кг: 73,6
- Вартість ракети: Блок 0 — $ 273 000, Блок 1 — $ 444 000.
- Пускова установка: Mk-43 (основний варіант) або модифікована Mk-29.
- Пошукова РЛС: Ku-діапазон, цифрова
- РЛС супроводу: Ku-діапазон, імпульсно-доплерівська
- Інфрачервона станція наведення: LWIR (7,5—9,5 мкм)
- Кут підйому ПУ: від –10° до +80°
- Вага над палубою, кг: 7000 (включно з ракетами)
- Кут повороту: ± 155°
- Вага під палубою, кг: 714
- Боєкомплект ЗКР: 21

## Оператори
- Єгипет
- Німеччина
- Греція
- Японія[1]
- Мексика
- Катар
- Південна Корея
- Саудівська Аравія
- Туреччина
- ОАЕ
- США